# István Csurka
Dans le nom hongrois Csurka István, le nom de famille précède le prénom, mais cet article utilise l’ordre habituel en français István Csurka, où le prénom précède le nom.
Ne doit pas être confondu avec István Csukás.
Pour les articles homonymes, voir Csurka.
István Csurka, né à Budapest (Hongrie) le 27 mars 1934 et mort dans cette ville le 4 février 2012, est un homme politique nationaliste radical, journaliste et écrivain hongrois.
Il est le fondateur et le premier dirigeant du Parti hongrois de la justice et de la vie (MIÉP) de 1993 jusqu'à sa mort. Il a également été député de 1990 à 1994 et de 1998 à 2002.

## Biographie
Csurka est le premier fils de Péter Csurka, journaliste. Son frère cadet était László Csurka, acteur et réalisateur. Il a été interné après la révolution hongroise de 1956 pendant six mois. Après cela, il a été recruté comme agent III/III. Au début des années 1990, il a été parmi les premiers à révéler son passé d'informateur. Selon lui, il a été contraint de signer la déclaration de recrutement pendant son internement.
Membre fondateur du Forum démocrate hongrois, membre du premier Parlement élu de Hongrie après la chute du régime communiste-socialiste. Sa vie avant la transition politique est multiple : romancier et dramaturge de renom, source d'opinion critique à l'égard du régime mais aussi informateur de la police secrète hongroise (à contrecœur selon lui).
Depuis octobre 1994, il est président du petit parti extrémiste de droite hongrois, le Parti hongrois de la justice et de la vie (MIÉP), qui se définit comme un groupe national-conservateur radical, et a reçu le soutien de 5% des électeurs à son apogée. Csurka lui-même est publiquement associé à l'antisémitisme verbal et en lui-même en tant que représentant de quelque 3 millions de Hongrois qui ont été séparés de la fédération hongroise par le traité de Trianon (1920). Selon un rapport paru dans The Independent au sujet de l'offensive culturelle de droite du début de 2012, il était «convaincu que les sionistes envisagent d'établir une résidence secondaire en Hongrie..".
Il y a toujours eu des spéculations selon lesquelles il pourrait rechercher un partenariat avec le parti de centre-droit des Jeunes Démocrates ( Fidesz ). Son président, Viktor Orbán, l'a démenti à plusieurs reprises et a publiquement rejeté tout soutien parlementaire en tant que Premier ministre. Après les élections d'avril 2002 et la victoire du Parti socialiste hongrois, de telles spéculations sont devenues sans objet.
Il a été hospitalisé en janvier 2012. Sa dernière apparition publique a eu lieu lors d'une manifestation progouvernementale à Szeged. Il a déclaré que la Hongrie était menacée par une agression sans précédent. Il a également souligné la nécessité d'empêcher le pays d'être détourné du cap fixé par un pouvoir soutenu par une majorité des deux tiers. Csurka meurt le 4 février 2012, à l'âge de 77 ans, des suites d'une longue maladie.

## Sources
- Életrajz és programme az Origón
- A MIÉP története
- La guerre de droite de la Hongrie contre la culture